# Baffi a spazzolino

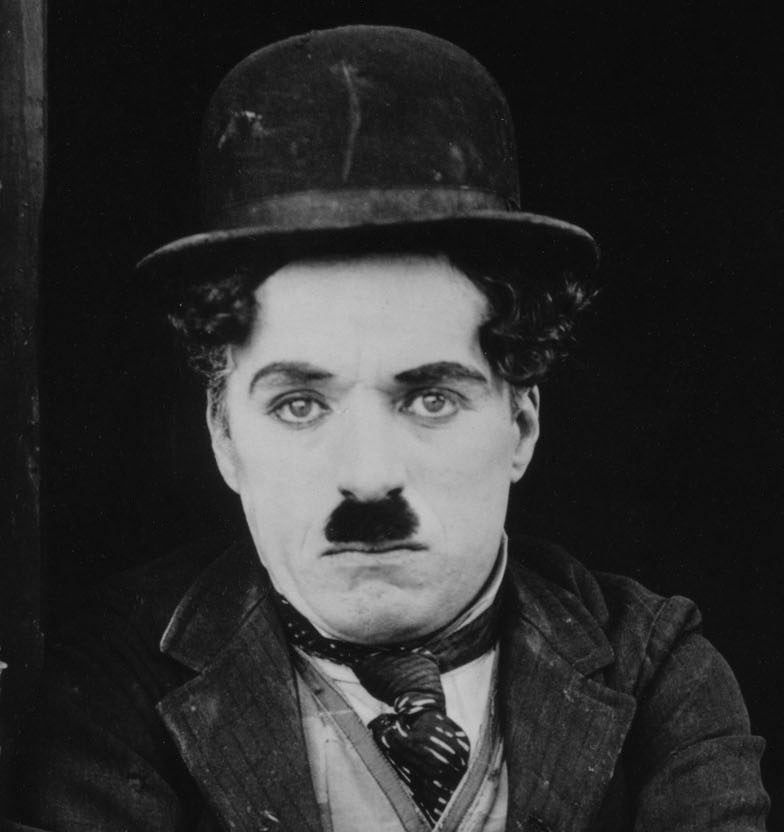
Charlie Chaplin

I baffi a spazzolino sono una tipologia di baffi che ricopre una piccola porzione del volto fra il naso e la bocca.

## Storia
La moda dei baffi a spazzolino ebbe origine negli Stati Uniti d'America a partire dalla fine del XIX secolo. A differenza di altri tagli in voga dell'epoca, come quelli da tricheco, a manubrio, a ferro di cavallo e a matita, quello a spazzolino era più pratico e comodo, e meglio rifletteva i concetti di standardizzazione e uniformità dell'industrializzazione dell'epoca. Fra i più noti personaggi con i baffi a spazzolino del periodo vi erano Oliver Hardy del duo Stanlio e Ollio e Charlie Chaplin, che iniziò a portarli dal 1914, quando partecipava ai film di Mack Sennett, in quanto, stando a ciò che dichiarò in un'intervista del 1933, gli conferivano un aspetto buffo e non gli coprivano le espressioni del volto quando recitava. Chaplin si servì dei suoi baffi per parodiare il Führer nel film Il grande dittatore (1940).

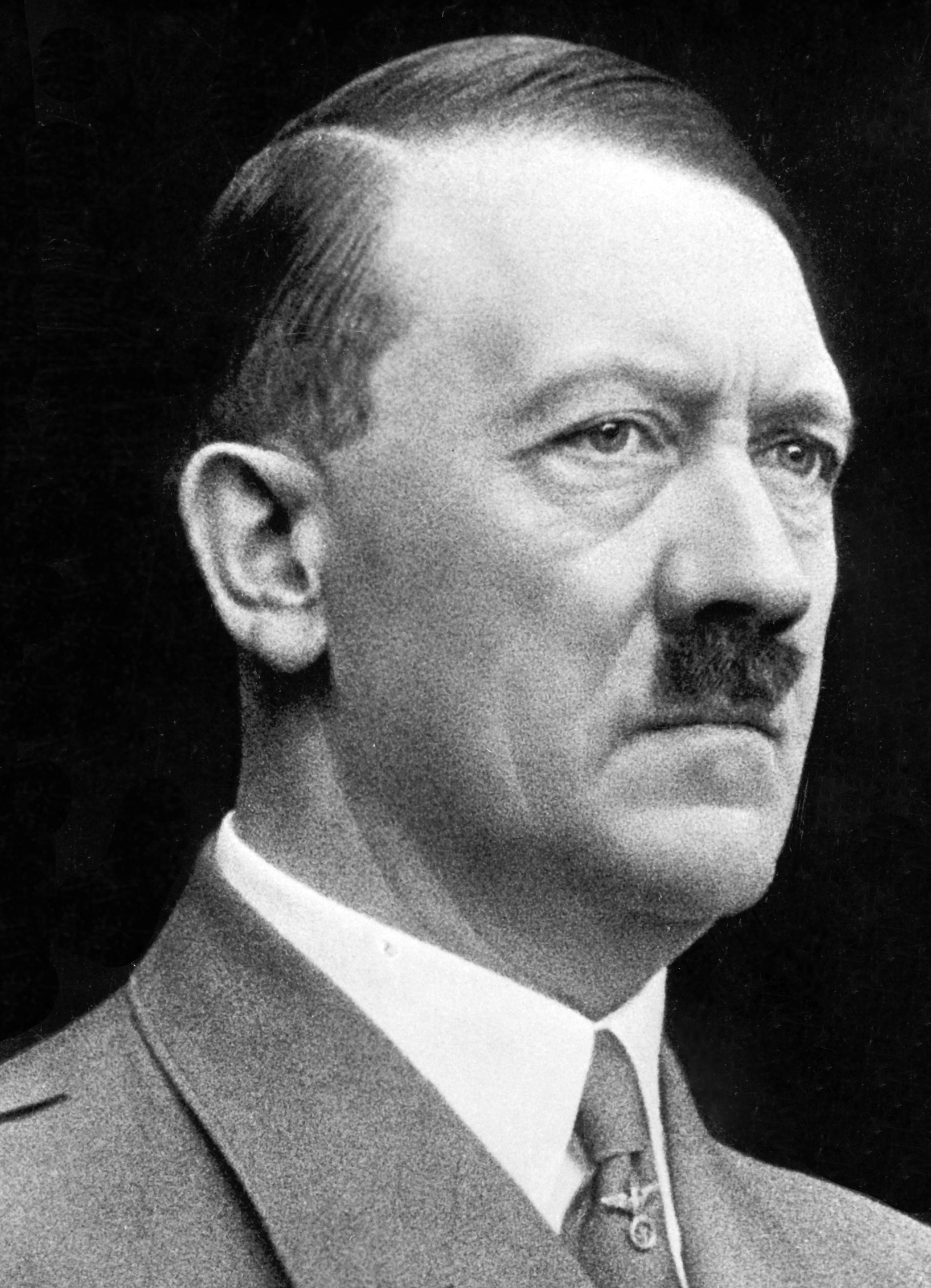
Adolf Hitler

Nel frattempo, la moda americana dei baffi a spazzolino si sarebbe diffusa in Germania grazie ai tedeschi in visita negli USA, e avrebbe sostituito quella dei cosiddetti "baffi alla kaiser" (Kaiserbart), curatissimi, con le punte rivolte verso l'alto e noti per essere stati portati dall'Imperatore Guglielmo II. Nel 1907, il New York Times parlò della nuova tendenza diffusa fra i mitteleuropei in un suo articolo e diversi noti personaggi tedeschi iniziarono a portarli, come il pilota Hans Koeppen e Guglielmo di Prussia.
Durante il primo conflitto mondiale (1914-1918), Adolf Hitler non portava ancora i suoi caratteristici baffi a spazzolino, ma aveva dei più folti Kaiserbart. Secondo Alexander Moritz Frey, che prestò servizio assieme al futuro dittatore nella Grande guerra, egli avrebbe cambiato acconciatura quando gli fu ordinato di portare un taglio che gli permettesse di indossare una maschera antigas più comodamente, mentre per lo storico Ron Rosenbaum il cancelliere tedesco avrebbe cambiato il taglio dei baffi dal 1919. Invece, la cognata di Hitler Bridget Dowling dichiarò di averlo costretto a portare lo stile a spazzolino perché non sopportava il suo tipo di baffi intorno al 1912. Sebbene sia confermato che Hitler fosse stato un ammiratore di Chaplin, non ci sono prove che avrebbe emulato il taglio del cineasta britannico.
Al termine della seconda guerra mondiale, la moda dei baffi a spazzolino cadde in disuso in quanto tale acconciatura si venne a identificare con la figura di Hitler, tuttavia il tastierista Ron Mael della rock band statunitense Sparks, grande ammiratore di Charlie Chaplin, mantenne tale taglio di baffi per buona parte degli anni '70 e '80 acquisendo grazie ad essi un aspetto iconico, tanto da essere addirittura parodiato da Paul McCartney nel video del singolo Coming Up del 1980.